# Clodovis Boff
Clodovis Boff (Concórdia, 1944) é um teólogo, filósofo, escritor e professor brasileiro.
É um teólogo católico da ordem dos Servos de Maria, inicialmente adepto da Teologia da Libertação, e agora plenamente de acordo com os bispos latino-americanos reunidos em Aparecida em 2007. Mora em Rio Branco e foi professor da Pontifícia Universidade Católica do Paraná. Ao contrário de seu irmão Leonardo Boff, não foi processado pela Congregação para a Doutrina da Fé, embora na década de 80 tenha perdido a cátedra na Pontifícia Universidade Católica do Rio de Janeiro, além do impedimento de lecionar na faculdade teológica da sua Ordem, em Roma.

## Biografia
É neto de imigrantes italianos do Vêneto que chegaram no Rio Grande do Sul ao final do século XIX. Fez seus estudos primários e secundários em Concórdia, Rio Negro e Agudos. Estudou Filosofia em Mogi das Cruzes e obteve o Doutorado em Teologia na Universidade Católica de Lovaina, na Bélgica, onde, em 1976, sob a orientação de Adolphe Gesché obteve doutorado com a tese "Teologia e prática". Foi assessor da Conferência de Religiosos do Brasil, membro do Instituto Nacional de Pastoral, professor da Pontifícia Universidade Católica do Rio de Janeiro (PUC-RJ), do Instituto Teológico Franciscano em Petrópolis e da Pontifícia Faculdade Marianum em Roma, e responsável pela pastoral das favelas do Rio Comprido.
Sua tese de doutorado teve como objeto a metodologia da teologia da libertação, sua preocupação era garantir a dimensão libertadora da teologia a dimensão teológica da libertação. Seu objetivo era dar maior eficácia teórica e prática à teologia da libertação. Clodovis sustentava que a teologia não poderia limitar-se a introduzir acriticamente as ciências sociais em seu discurso, mas deveria reelaborar e integrar contribuições dessas ciências levando em conta as características próprias da teologia.
Clodovis sustentava que a leitura da Bíblia deve produzir uma relação entre a situação concreta e o conteúdo da mensagem. Portanto, Clodovis utilizou as ciências sociais e especialmente o marxismo na teologia, tendo sido influenciado por Louis Althusser. Clodovis explicava que embora o marxismo não fosse útil para compreender questões de fé, seria útil para compreender a realidade social.
Outro aspecto da perspectiva teológica de Clodovis é o entendimento de que Deus vem em primeiro lugar, sendo a experiência do pobre algo secundário, que somente tem valor teológico a partir do Deus revelado, que, por sua vez, certamente opta pelos pobres e oprimidos, por isso, a luta de libertação social seria parte do cristianismo.

### Método teológico
Uma das obras mais importantes de Clodovis é "Teoria do método teológico" que tem mais de 750 páginas na edição em espanhol na qual discorre sobre Platão (428/427 - 348/347 AC), Aristóteles (384—322 AC), Marco Terêncio Varrão (116—27 AC), Santo Agostinho (354-430), Anselmo de Cantuária (1033-1109 - beneditino), São Tomás de Aquino (1225-1274 - Dominicano), Boaventura (1221-1274 - franciscano), João Duns Escoto (1266-1308 - franciscano), Wolfhart Pannenberg (1928—2014 - protestante), Karl Barth (1886—1968 - protestante)), Marie-Dominique Chenu (1895-1990 - dominicano), Yves Congar (1904—1995 - dominicano), Bernard Lonergan (1904-1984) - jesuíta) e Karl Rahner (1904—1984 - jesuíta), os teólogos da libertação, etc.
Segundo Clodovis, o método teológico tem as seguintes etapas: escuta da Palavra, interpretação crítica, recuperação da Tradição por meio da fé e orientação para a vida; o discurso do método em teologia passa pela fundamentação crítica e pela justificação racional, assim como pela avaliação de seu alcance e de seus limites. Por outro lado, cabe destacar que Clodovis aborda a questão da metodologia da teologia pela ótica da teologia da libertação, pois demonstra uma sensibilidade especial com os pobres.
Clodovis acredita que a teologia incorporaria a reflexão filosófica na medida em que ajuda a compreender as respostas divinas às perguntas humanas sobre a vida e o mundo. Portanto, a mediação filosófica seria intrínseca à fé vivida, o que concederia um lugar estrutural e não somente acessório a esse ramo do conhecimento na teologia. Clodovis sustenta que a filosofia seria importante em sua relação com a teologia, especialmente: na mediação do diálogo cultural e no exercício da "arte de pensar".
Segundo Clodovis, as ciências sociais ajudariam a teologia a inculturar a fé em sua época, adaptando a mensagem cristã às questões de seu tempo, conforme orientação do Concílio Vaticano II. Essas ciências ajudariam a perceber que a libertação da fome, da opressão e da exclusão social seriam um dos maiores desafios para a Igreja e para a sociedade em sua época. Portanto, a luta pela justiça social estaria entre os principais imperativos pastorais e seria um dos pontos mais importantes da agenda teológica. As grandes questões que desafiariam o cristianismo na "Periferia do Mundo" estariam relacionadas com as necessidades básicas: trabalho, comida, moradia, educação e saúde. Para fazer frente a essas situações dramáticas seria necessária a mediação das ciências sociais, que permitiriam a análise da realidade.
As Comunidades Eclesiais de Base, segundo Clodovis, são um elemento fundamental para o desenvolvimento da reflexão teológica, pois tal reflexão requer uma produção coletiva, para que tenha caráter orgânico. Desse modo, a teologia se torna dinâmica e se mantém viva e ativa no seio dos processos históricos de emancipação e libertação dos seres humanos e dos povos oprimidos. Portanto, os teólogos devem viver sua experiência religiosa ligados a uma comunidade cristã.
.

### Teologia Latino Americana
Clodovis destaca os seguintes aspectos da teologia latino americana:
1. reconhecimento da importância da política, entendida em seu sentido amplio, que inclui os "novos movimentos sociais" como mediação necessária para a transformação das estruturas sociais;
2. nova pastoral social em um mundo marcado pela exclusão, que desenvolve uma metodologia de trabalho popular com propostas alternativas capazes de responder à nova problemática social;
3. novos movimentos sociais e novas práticas políticas;
4. comunidades eclesiais de base;
5. reconhecimento das demandas atuais da espiritualidade;
6. diálogo com as grandes tradições religiosas (budismo, hinduísmo, islamismo) e com as religiões nativas;
7. nova prática político-espiritual como lugar de encontro entre a "nova política" e a "nova mística[3]."

### Volta ao fundamento
Em 2007, a Revista Eclesiástica Brasileira (nº 68) publicou um artigo de Clodovis denominado: "Teologia da Libertação e volta ao fundamento", no qual Clodovis criticou outros teólogos da libertação de terem promovido uma inversão de primado epistemológico ao terem "trocado Deus pelos pobres", o que teria provocado uma instrumentalização da fé para usos políticos: 
| “ | "O erro da teologia da libertação realmente existente foi ter posto os pobres no lugar de Cristo, fazendo deles um fetiche e rebaixando Cristo a mero coadjuvante; quando Cristo fez o contrário: pôs-se no lugar dos pobres, a fim de fazê-los participar de sua dignidade divina." | ” |

Por outro lado, Clodovis continua a afirmar que a fé teria uma inegável dimensão política, mas haveria o risco de, ao 'reduzi-lá' a instrumento, degradá-la. Isso porque, a fé, em seu núcleo essencial, não seria política, mas metapolítica, espiritual ou sobrenatural. Ela, como o amor, não teria, em primeiro lugar, ‘valor de uso’ e menos ainda ‘valor de troca’, pois teria valor por si mesma, quando significa entrega amorosa a Deus e ao seu mistério.
Portanto, Clodovis, manifestou acordo com críticas do Papa Bento XVI à teologia da libertação, tendo em vista também que as pessoas estariam buscando "sentido e de transcendência". Por outro lado, declara que a reafirmação da centralidade de Cristo, não significa relegar a questão dos pobres à margem, pois acredita que a "A opção preferencial pelos pobres está implícita na fé cristológica naquele Deus que se fez pobre por nós." Posteriormente, Clodovis manifestou apoio ao Documento aprovado na Conferência de Aparecida como alternativa aos desvios da Teologia da Libertação.
Leonardo Boff apresentou uma resposta à Clodovis, em maio de 2008, por meio de um artigo denominado "Pelos pobres contra a estreiteza do método". Lembrou Leonardo que foi Jesus mesmo, o Juiz Supremo quem se identificou com os pobres: «todas as vezes que fizestes a um destes meus irmãos menores, foi a mim que o fizestes» (Mateus 25:40). Achou "sintomático e perturbador que o texto de Mateus 25:31-46, tão central para a teologia e particularmente para Teologia da Libertação, não seja citado nenhuma vez por Clodovis".

## Obras
- "La ilusión de una nueva cristiandad", em "El camino de Puebla", Madri, 1979, pp. 41-56;
- "Teología de lo político. Sus mediaciones", Salamanca, 1980;
- "Libertad y liberación", Salamanca, 1982;
- "Cómo hacer teología de la liberación", em co-autoria com Leonardo Boff; Madrid, 1986;
- "Opção pelos pobres", em co-autoria com Jorge Pixley, Petrópolis, 1986;
- "El evangelio del poder-servicio. La autoridad  en la vida religiosa", Santander, 1987;
- "Epistemología y método de la teología de la liberación", em "Mysterium liberationis. Conceptos fundamentales de la teología de la liberación", Ignácio Ellacuría e Jon Sobrino (orgs.), Madri, 1990, pp. 79-113;
- "Cartas teológicas sobre  el socialismo", 1989;
- "Teoria do método teológico", Petrópolis, 1998;
- "Teología", em "Nuevo Diccionario de Teología", Trotta, Madri, 2005, (Juan Jose Tamayo org.)[3].
- O livro do sentido, v. I "Crise e busca de sentido hoje (parte crítico-analítica)", São Paulo: Paulus, 2016.